# فرودگاه خلیج ورمیلیون
فرودگاه خلیج ورمیلیون (به انگلیسی: Vermilion Bay Airport) یک فرودگاه همگانی است که یک باند فرود شن دارد و طول باند آن ۸۵۳ متر است. این فرودگاه در کشور کانادا قرار دارد و در ارتفاع ۳۹۱ متری از سطح دریا واقع شده است.